# Снайдер (Техас)
Сна́йдер (англ. Snyder) — город в США, расположенный в северо-западной части штата Техас, в регионе Юго-Западных плоскогорий, административный центр округа Скарри. По данным переписи за 2010 год число жителей составляло 11 202 человека, по оценке Бюро переписи США в 2018 году в городе проживало 11 456 человек.

## История
Снайдер назван в честь торговца и охотника на буйволов Уильяма Генри «Пита» Снайдера, построившего торговый пост на берегу ручья Дип-Крик (англ. Deep Creek) в 1878 году. Место вскоре привлекло других охотников, и около магазина выросло небольшое поселение. Жилища этого поселения были в основном построены из ветвей деревьев и шкур буйволов, что дало поселению неофициальное название «Город из шкур» (англ. Hide Town). Другое прозвище раннего периода поселения, «Разбойничий насест» (англ. Robber's Roost), город получил из-за характера некоторых жителей, а также отсутствия правоохранительных органов. Статуя буйвола-альбиноса на землях суда округа Скарри была установлена в знак памяти и уважения к истории города, как торгового поста охотников за буйволами.

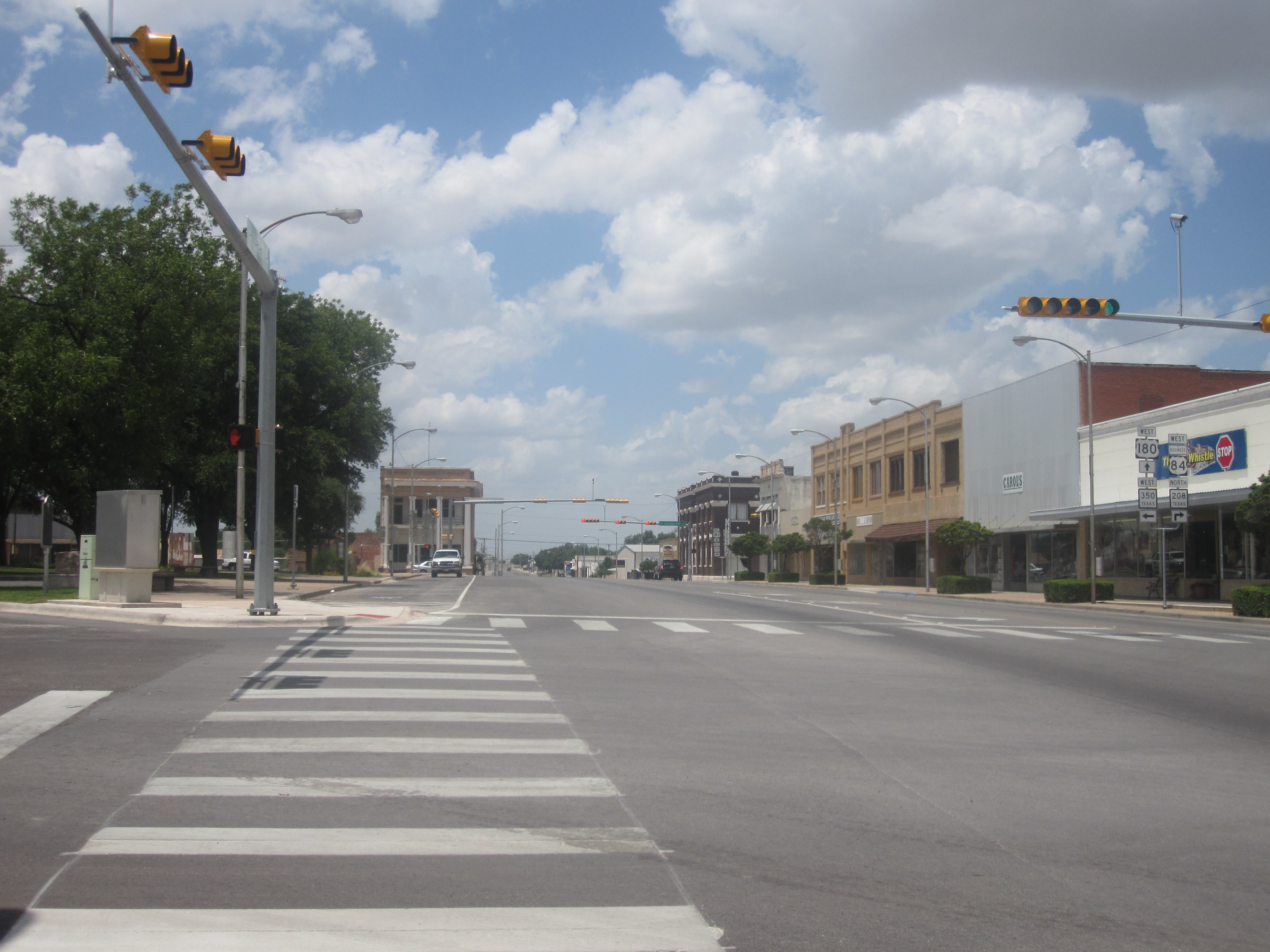
Центр города к северу от здания суда

Формирование города произошло в 1882 году, на два года раньше появления округа Скарри. Через десять лет в городе жило около 600 человек, работала школа, две церкви, мельница, паровые хлопкоочистительные машины, два банка, выходили две еженедельные газеты. Значительные изменения произошли в 1907 году — город получил органы местного управления и началось строительство железной дороги Roscoe, Snyder and Pacific Railway. В 1911 году в город пришла ещё одна железнодорожная ветка, Atchison, Topeka & Santa Fe Railway. Основными источниками дохода горожан в первой половине XX века были фермерство и скотоводство.
После того как в 1948 году к северу от города была найдена нефть, население города резко возросло. К окончанию нефтяного бума в 1951 году в городе проживало примерно 16 000 человек, однако вскоре население пошло на убыль. Несмотря на окончание ажиотажа, нефть осталась важной частью экономики региона, а сам регион был одним из лидирующих по добыче нефти в Техасе. В 1973 году из ближайшего месторождения добыли миллиардный баррель нефти.
В 1960-х и начале 1970-х годов происходит диверсификация производственной базы города, что делает его менее восприимчивым к циклам роста и спада цен на нефть.

## География
Снайдер находится в центре округа, его координаты: 32°43′04″ с. ш. 100°55′03″ з. д.. Город стоит на берегу ручья Дип-Крик, притока реки Колорадо.
Согласно данным бюро переписи США, площадь города составляет около 22,6 км2, практически полностью занятых сушей.

### Климат
Согласно классификации климатов Кёппена, в Снайдере преобладает семиаридный климат умеренных широт.
| Показатель                    | Янв. | Фев. | Март | Апр. | Май | Июнь | Июль | Авг. | Сен. | Окт. | Нояб. | Дек. | Год |
| ----------------------------- | ---- | ---- | ---- | ---- | --- | ---- | ---- | ---- | ---- | ---- | ----- | ---- | --- |
| Абсолютный максимум, °C       | 30   | 33   | 36   | 40   | 43  | 45   | 45   | 46   | 42   | 38   | 32    | 30   | 46  |
| Средний суточный максимум, °C | 13   | 15   | 20   | 25   | 29  | 33   | 35   | 35   | 31   | 25   | 18    | 13   | 25  |
| Средняя температура, °C       | 5    | 7    | 11   | 16   | 21  | 25   | 27   | 27   | 23   | 17   | 10    | 6    | 16  |
| Средний суточный минимум, °C  | −2   |      | 2    | 8    | 13  | 18   | 20   | 20   | 16   | 9    | 2     | −1   | 8   |
| Абсолютный минимум, °C        | −23  | −21  | −15  | −6   | 1   | 4    | 11   | 7    | 1    | −6   | −15   | −16  | −23 |
| Норма осадков, мм             | 10   | 10   | 20   | 40   | 80  | 50   | 50   | 50   | 50   | 50   | 20    | 20   | 500 |
| Источник: weatherbase.com     |      |      |      |      |     |      |      |      |      |      |       |      |     |

## Население
Согласно переписи населения 2010 года в городе проживало 11 202 человека, было 4128 домохозяйств и 2834 семьи. Расовый состав города: 79 % — белые, 3,8 % — афроамериканцы, 0,7 % — коренные жители США, 0,5 % — азиаты, 0,0 % (1 человек) — жители Гавайев или Океании, 13,4 % — другие расы, 2,6 % — две и более расы. Число испаноязычных жителей любых рас составило 41,4 %.
Из 4128 домохозяйств, в 37,2 % входят дети младше 18 лет. 49,9 % домохозяйств представляли собой совместно проживающие супружеские пары (21,2 % с детьми младше 18 лет), в 13,3 % домохозяйств женщины проживали без мужей, в 5,4 % домохозяйств мужчины проживали без жён, 31,3 % домохозяйств не являлись семьями. В 27,5 % домохозяйств проживал только один человек, 12,5 % составляли одинокие пожилые люди (старше 65 лет). Средний размер домохозяйства составлял 2,61 человека. Средний размер семьи — 3,19 человека.
Население города по возрастному диапазону распределилось следующим образом: 31,8 % — жители младше 20 лет, 25,2 % находятся в возрасте от 20 до 39, 28,5 % — от 40 до 64, 14,5 % — 65 лет и старше. Средний возраст составляет 33,9 года.
Согласно данным пятилетнего опроса 2018 года, средний доход домохозяйства в Снайдере составляет 56 585 долларов США в год, средний доход семьи — 71 136 долларов. Доход на душу населения в городе составляет 25 240 долларов. Около 9 % семей и 14,5 % населения находятся за чертой бедности. В том числе 16,8 % в возрасте до 18 лет и 6,8 % в возрасте 65 и старше.

## Местное управление
Управление городом осуществляется избираемыми на два года мэром и городским советом, состоящим из 6 человек. Каждый из четырёх округов города выбирает одного члена городского совета, ещё два члена избираются всем городом. Городской совет выбирает заместителя мэра из состава членов совета.

## Инфраструктура и транспорт
Через город проходят автомагистрали США US 84 и US 180, а также автомагистрали штата Техас номер 208 и 350.
В городе находится аэропорт Уинстон-Филд. Аэропорт располагает двумя взлётно-посадочными полосами длиной 1707 и 1280 метров. Ближайшими аэропортами, выполняющими коммерческие пассажирские рейсы, являются региональный аэропорт Абилина примерно в 140 километрах на восток от Снайдера, а также Международный аэропорт Престона Смита в Лаббоке примерно в 140 километрах к северо-западу от Снайдера.

## Образование
Город обслуживается независимым школьным округом Снайдер.
В 1971 году в городе был открыт первый в регионе колледж, в котором можно было получить высшее образование, Колледж Западного Техаса (англ. Western Texas Colledge). Колледж предлагает программы обучения на специалистов, а также получение профессиональных сертификатов.

## Экономика

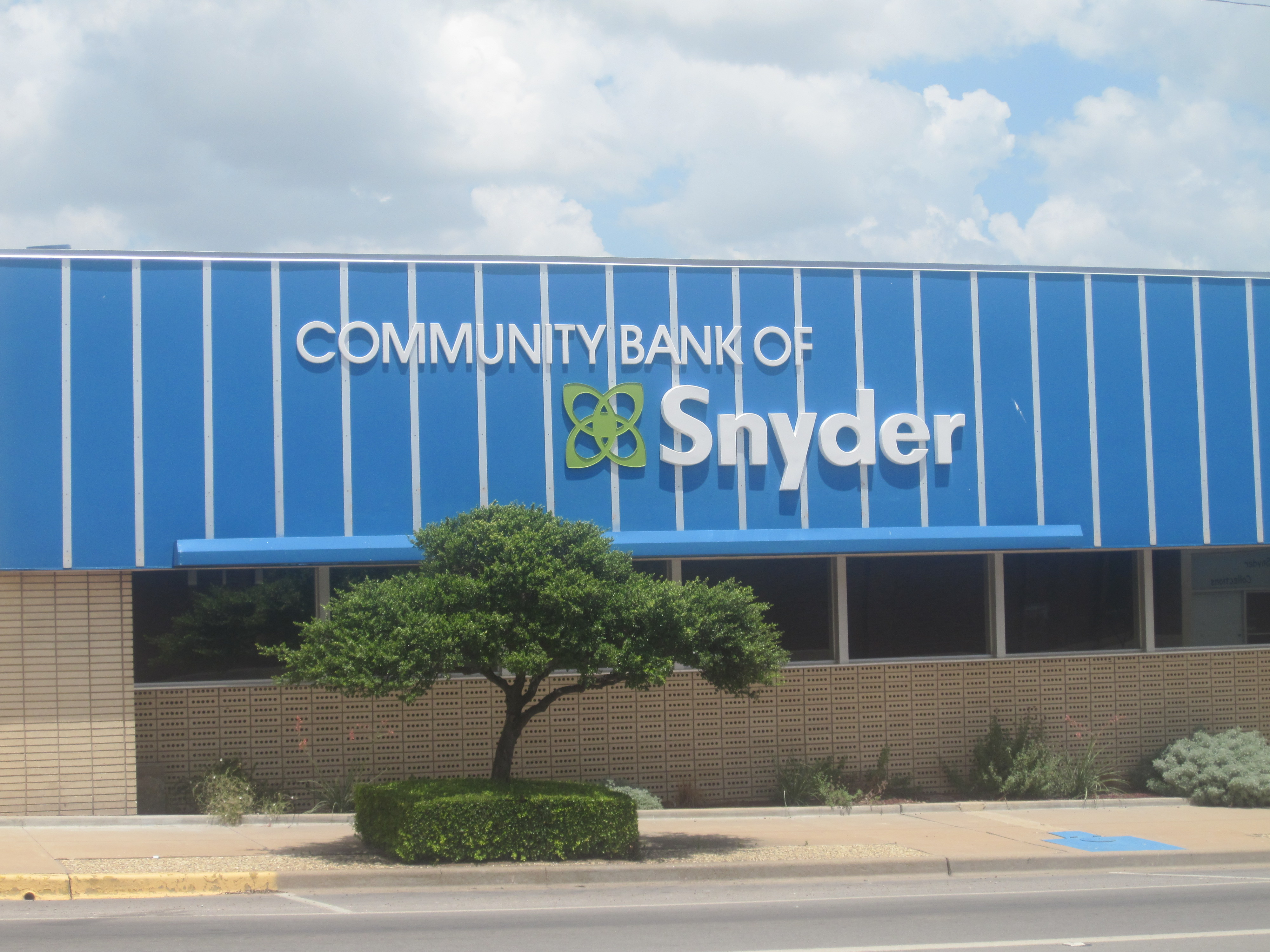
Банк Community Bank of Snyder

Экономика Снайдера сильная и определяется добычей нефти, газа, а также индустрией ветряной энергии. Согласно корпорации развития Снайдера, в 2012 году в городе было создано 994 рабочих места, что, привело к росту рабочих мест в регионе на 20 %. Нефтяное месторождение The Scurry Area Canyon Reef Operators (SACROC) является одним из самых больших и производительных в стране. Одни из самых крупных ветряных электростанций в стране также находятся в районе Снайдера. Другими важными отраслями в Снайдере являются производство и выращивание хлопка.

### Нефть
Помимо SACROC, Снайдер также находится в зоне недавно открытого месторождения Cline Shale. Компания Devon Energy оценивает размеры этого месторождения в 30 миллиардов баррелей, таким образом месторождение по оценкам крупнее, чем Баккеновская формация в Северной Дакоте и Eagle Ford Group в Южном Техасе. Толщина нового слоя эквивалентна десяти сланцевым частям месторождения Игл-Форд. Изучение месторождения продолжается, горожане ожидают приток населения.

### Ветряная энергия
Часть второй по величине ветряной электростанции ВЭС Роско находится в районе Снайдера. Компания Tri-Global Energy сооружает ещё две ветроэлектростанции в  регионе. Совместно проекты Fluvanna Renewable Energy Project и Canyon Wind добавят до 700 мегаватт, суммарные инвестиции в проекты оцениваются в $1,4 млрд..

### Индустриальные парки и железная дорога

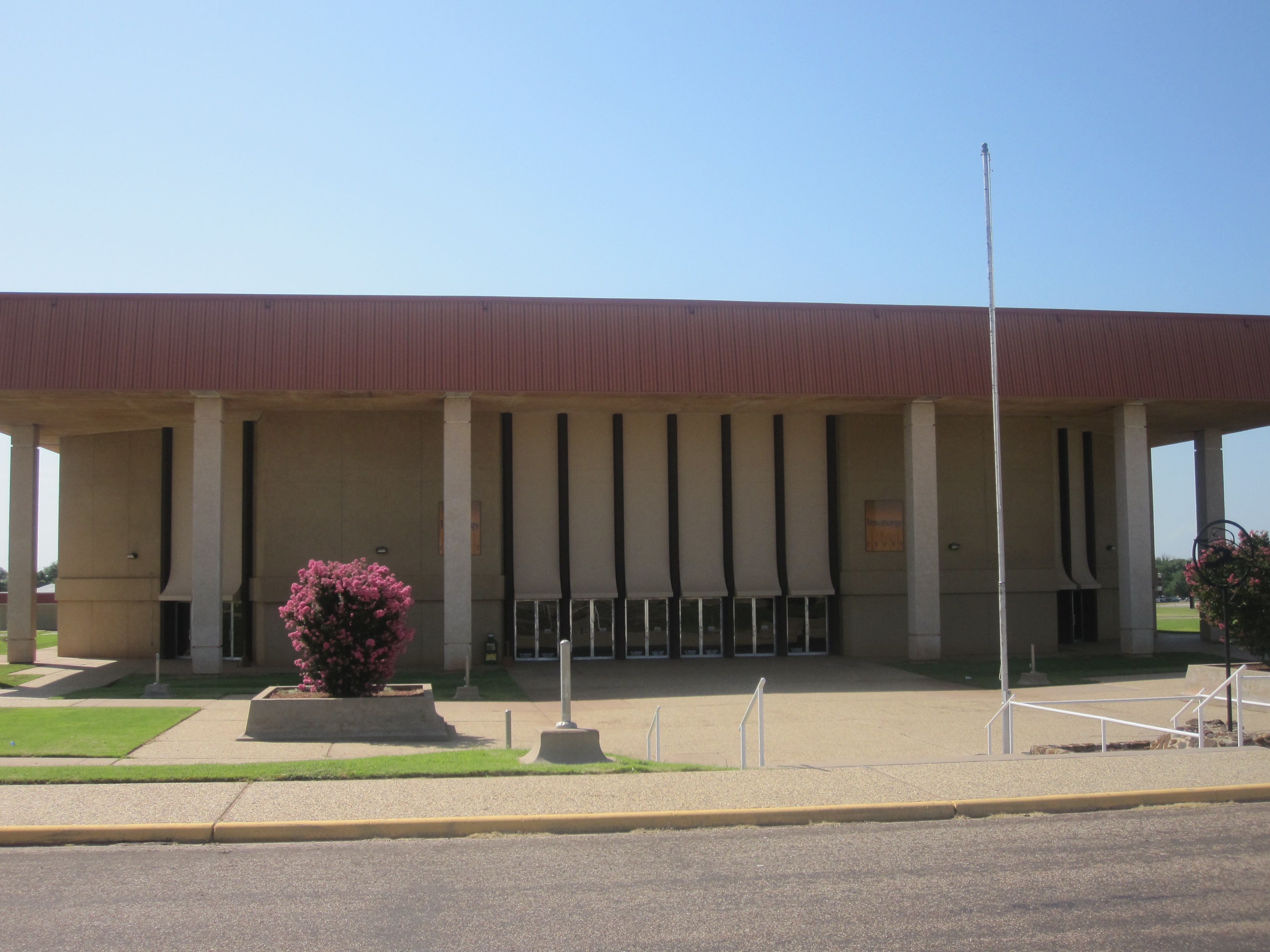
Колизей округа Скарри в Снайдере

В Снайдере располагается два индустриальных парка, один из которых имеет железнодорожный подъезд. На данный момент в парках работают компании W.L Plastics, Tractor Supply, Mitsubishi Power Systems, Big Country Electric, Kyle Erwin Construction, Four Star Hose & Supply, а также Total Truck & Trailer. С открытием месторождения Клайн больше компаний планируют прийти в регион.
Согласно финансовому отчёту за отчётный год, заканчивающийся 30 сентября 2015 года, доходы города за 2015 год составили 17,71 млн. долларов, а расходы — 17,65 млн..

## Отдых и развлечения
В городе находится колизей округа Скарри, большая арена под управлением колледжа Западного Техаса, на которой проводятся различные мероприятия. Снаружи рядом с ареной находятся старинный паровоз и восстановленная историческая деревня. Кроме того в городе находится музей Diamond M Museum, основанный местным скотоводом и нефтяником Кларенсом Маклафлином. В музее находится около восьмидесяти работ из бронзы и двухсот картин. В том числе, в коллекции есть работы Питера Хёрда и Эндрю Уайета.

## Город в популярной культуре
Снайдер играет ключевую сюжетную роль и часто упоминается в серии книг по альтернативной истории Гарри Тертлдава «Southern Victory» (тетралогия «Сведение счетов»), в которых лагерь, находившийся в нескольких километрах от Снайдера, становится эквивалентном Освенцима по временной шкале.

## Галерея

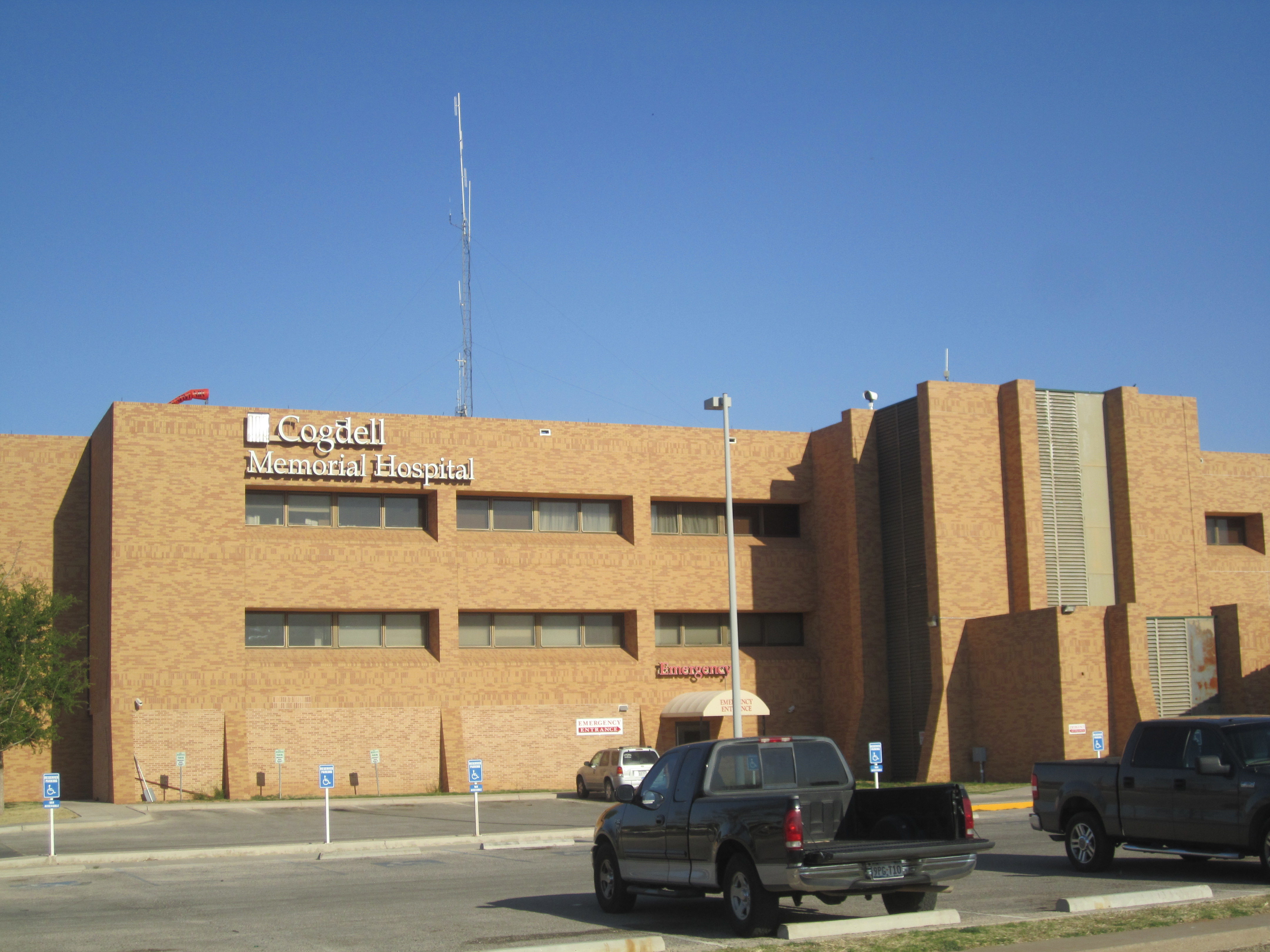
Госпиталь Cogdell Memorial Hospital расположенный около колледжа Западного Техаса в Снайдере.
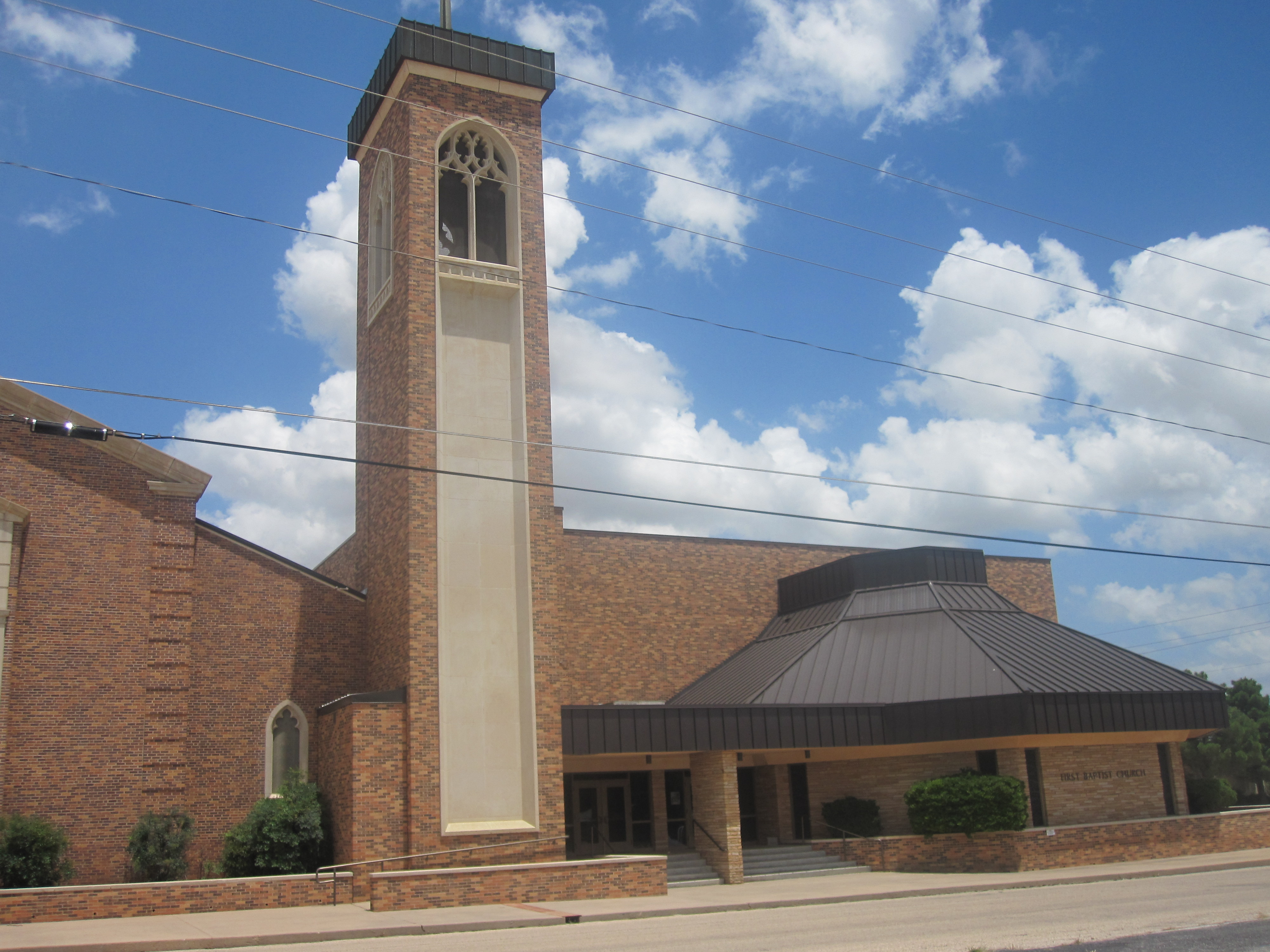
Первая баптистская церковь в центре города.
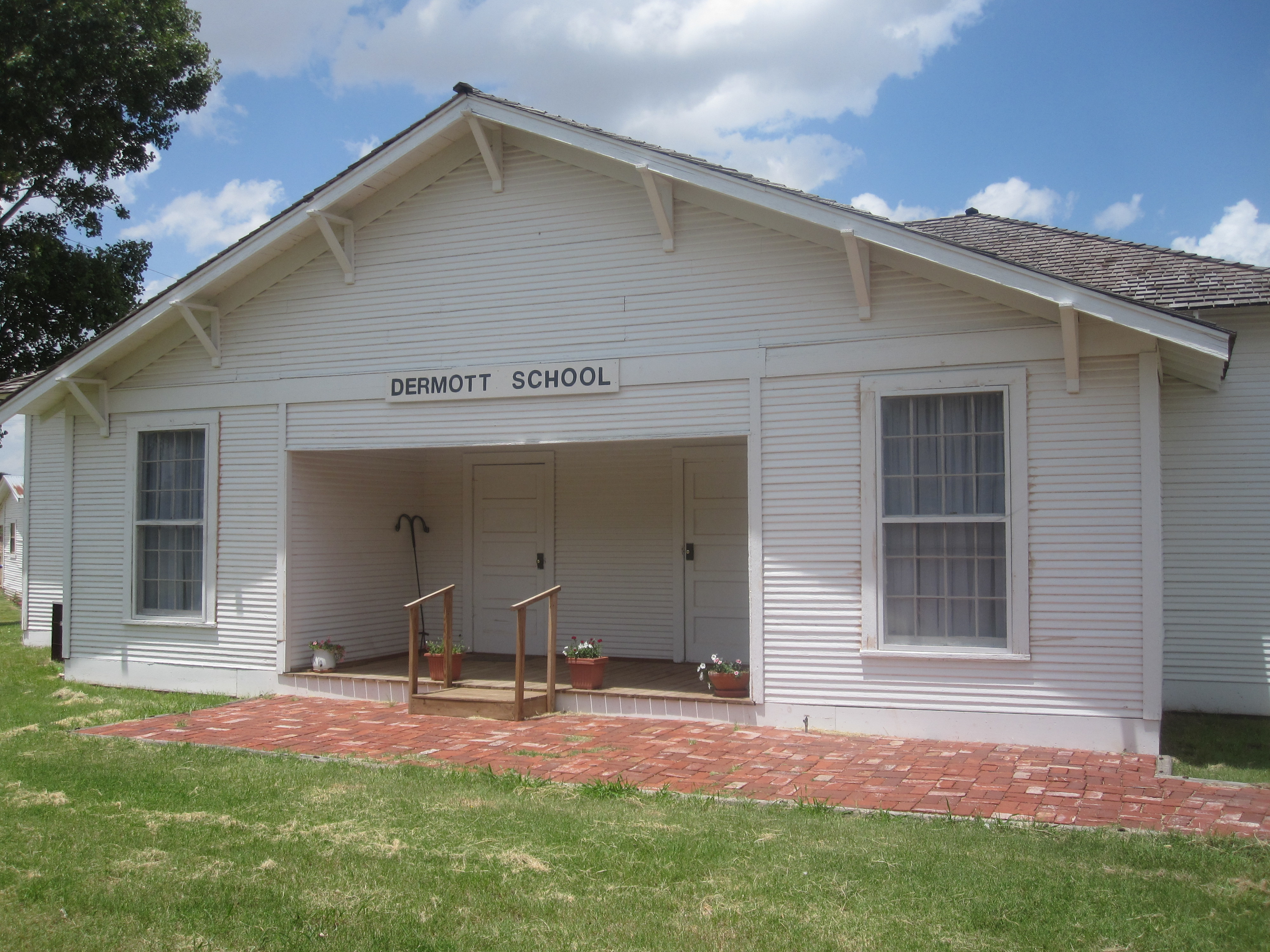
Бывшая школа Dermott.
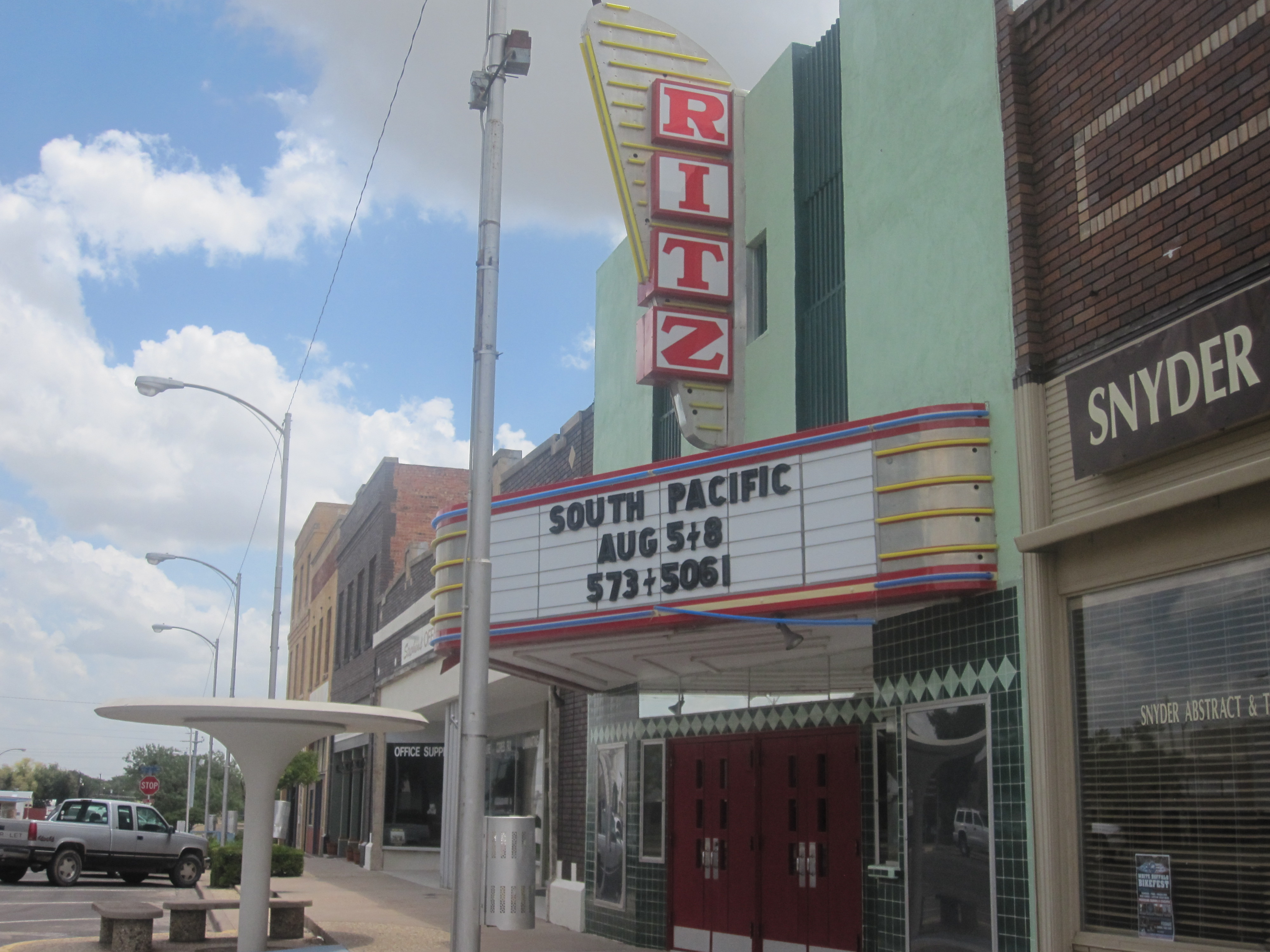
Театр Ритц в центре города.
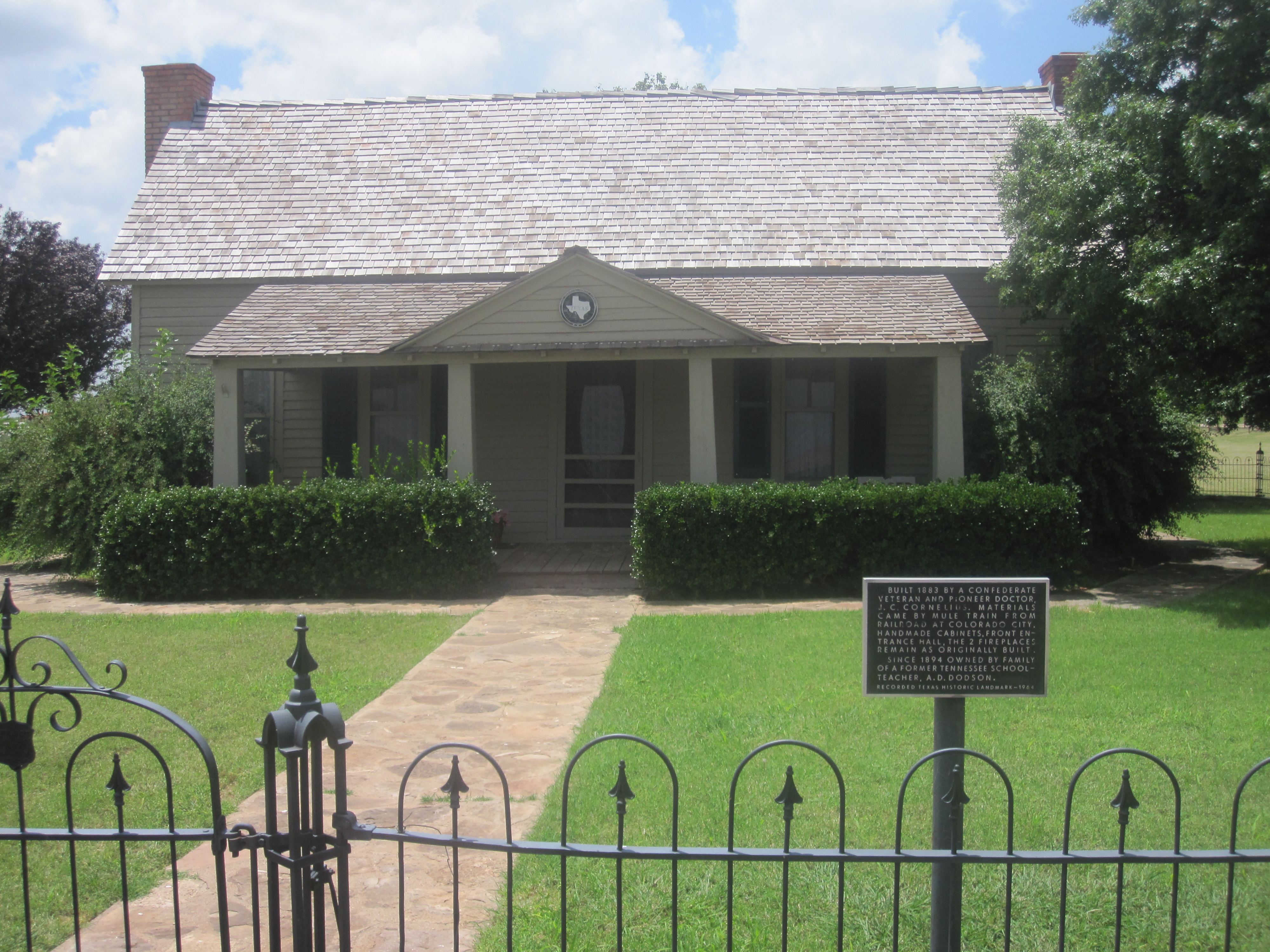
Дом пионера XIX века постройки. Отреставрирован, служит в качестве музея.